# Janez Lipold
Janez Lipold, v německých pramenech Johann Lipold nebo Lippold (29. listopadu 1811 Mozirje – 18. dubna 1878 Mozirje), byl rakouský politik slovinské národnosti ze Štýrska, v 2. polovině 19. století poslanec Říšské rady.

## Biografie
V rodném městě zastával po dvacet let funkci starosty a patřil mezi významné národní buditele v regionu Sávské doliny. V roce 1867 se profesně uvádí jako hospodář v Mozirje (Prassberg).
21. ledna 1867 byl zvolen na Štýrský zemský sněm za kurii venkovských obcí, obvod Celje, Oderburg. Uspěl navzdory oficiálnímu slovinskému kandidátovi Radoslavu Razlagovi. Zemský sněm ho 23. února 1867 zvolil i do Říšské rady (tehdy ještě volené nepřímo), za kurii venkovských obcí. Podle údajů z roku 1867 se mandátu okamžitě vzdal tak, aby umožnil novou volbu slovinského kandidáta Radoslava Razlaga. Rezignace ale nebyla přijata. Lipold tak poslancem Říšské rady zůstal, byť nevyvíjel výraznější činnost. Na Říšské radě setrval pod vlivem Luky Svetce, což vedlo k jeho dočasnému rozkolu s hlavním proudem slovinského národního hnutí. V zemském sněmu prosadil v roce 1868 návrh, aby učitelé na vinařské škole v Mariboru uměli i slovinsky. 26. října 1869 pak společně s dalšími slovinskými poslanci rezignoval manifestačně na mandát v zemském sněmu a 31. března 1870 i na mandát v Říšské radě. V následujících volbách již nekandidoval.
Jeho strýcem byl básník Jožef Lipold a bratrem geolog Marko Lipold.